# Леб и сол
„Леб и сол“ (на македонска литературна норма: Леб и сол) е северномакедонска рок група.
Създадена е през 1976 година в Скопие от китариста Влатко Стефановски, басиста Бодан Арсовски, клавириста Никола Димушевски и барабаниста Гарабет Тавитян. Музиката им съчетава джаз рок със силни фолклорни елементи. През следващите години „Леб и сол“ се утвърждава като една от водещите рок групи в тогавашна Югославия.